# Naafbesturing

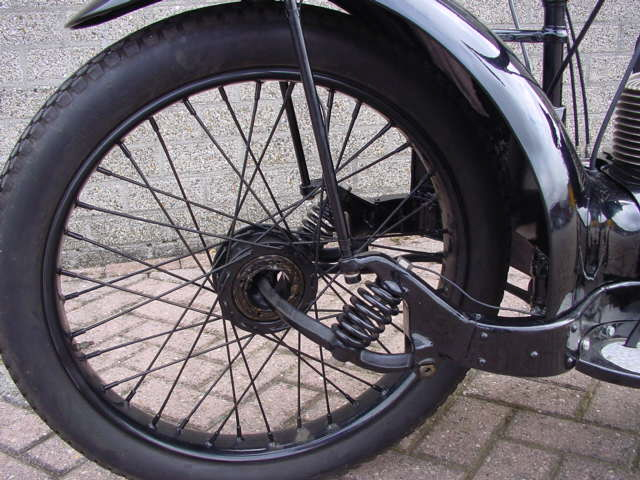
De naafbesturing van een Ner-A-Car uit 1923

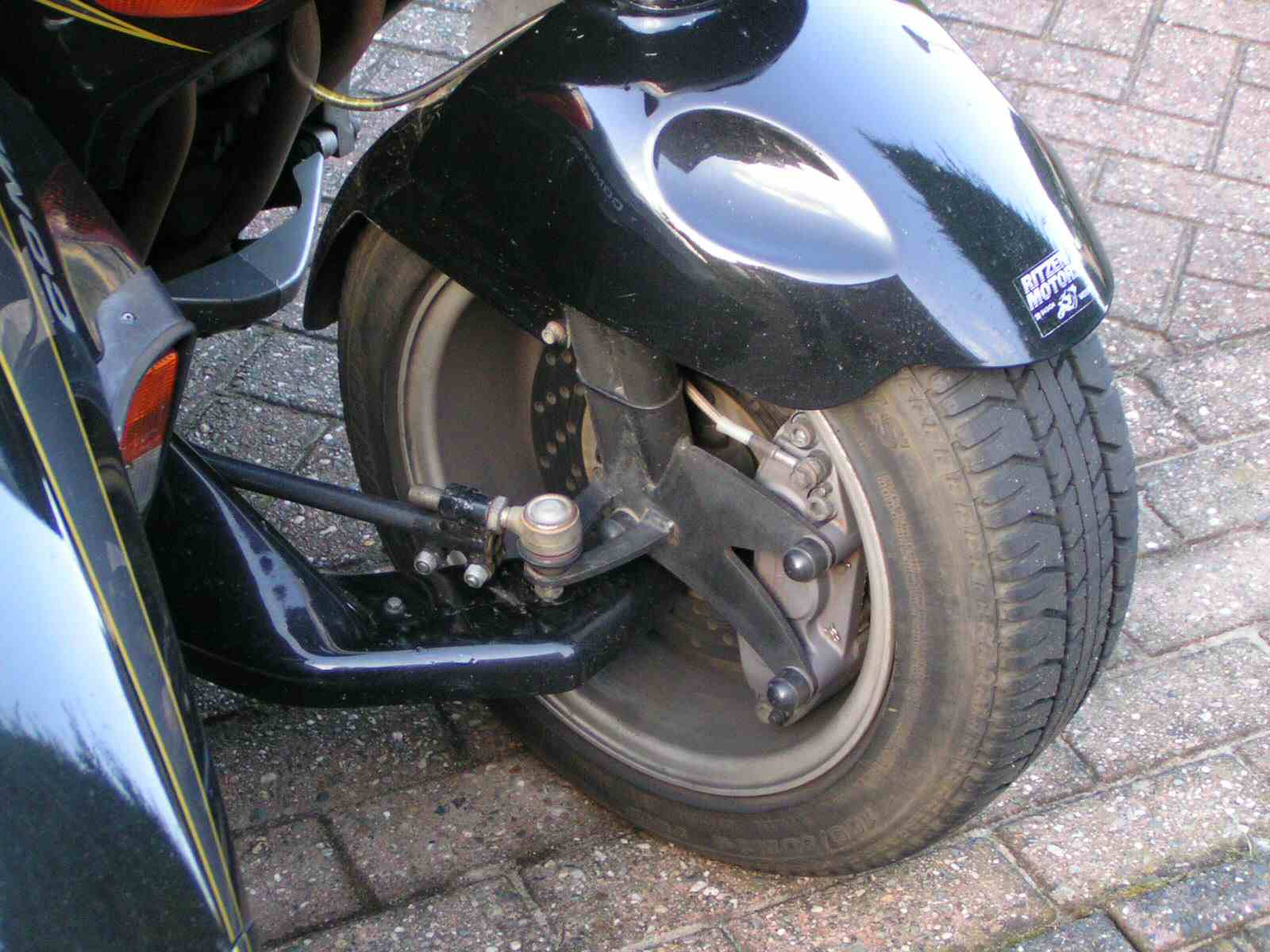
Naafbesturing op een Side Bike Yamaha GTS 1000-zijspancombinatie

Naafbesturing is een stuursysteem bij motorfietsen waarbij alleen het wiel stuurt. Er wordt een holle naaf toegepast met grote wiellagers. Het sturen gebeurt via een stuurarm die uit de naaf naar buiten steekt. 
Hoewel naafbesturing vaak als modern wordt beschouwd is ze al vrijwel zo oud als de motorfiets zelf. Een voorbeeld van een vroege naafbesturing is de Ner-A-Car uit 1921.
Vele merken hebben geëxperimenteerd met naafbesturing en sommige hebben dit type besturing zelfs in productie genomen, maar naast de voordelen (vering en stuurinrichting gescheiden, regelbaar duikeffect bij het remmen enz.) kent het systeem ook behoorlijk wat nadelen: (gewicht, bumpsteereffect en soms een beperkte stuuruitslag. Ook kan een tekort aan grondspeling een rol spelen, doordat de wielophanging de grond raakt bij het schuin hangen in bochten.
Naafbestuurde motoren waren onder andere de genoemde Ner-A-Car en de Bimota Tesi-modellen. Naafbesturing wordt soms (ten onrechte) fuseebesturing genoemd. Bij fuseebesturing wordt één draagarm toegepast en het systeem is vergelijkbaar met dat van een auto. Hier wordt het probleem van de grondspeling nog groter. 
Zo viel de wegracer Ron Haslam regelmatig van zijn ELF-Honda 500 cc racer omdat de draagarm de grond raakte. Ook de fuseebestuurde Yamaha GTS 1000 werd geen succes. 
Fuseebesturing is bij zijspancombinaties wel goed bruikbaar omdat er meer ruimte is voor de constructie en grondspeling geen probleem vormt.